# 펄프 매거진

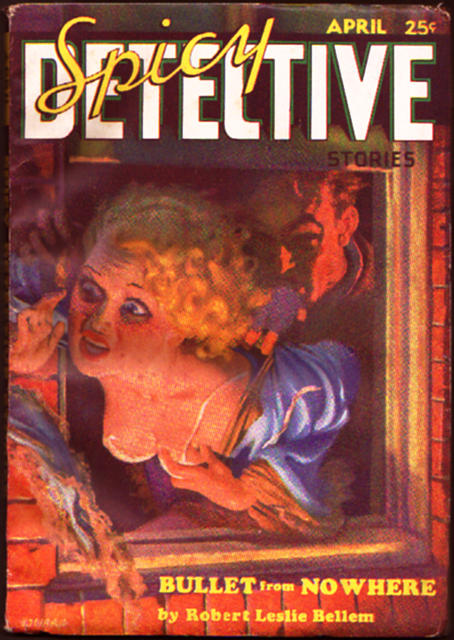
1935년 4월 제2권의 펄프 매거진 표지

펄프 매거진("pulp magazines", "the pulps"라고 자주 언급됨)은 1896년부터 1950년대까지 출판된 비싸지 않은 픽션(fiction) 잡지이다. 전형적인 펄프 매거진은 가로 7 인치 (18 cm), 세로 10 인치 (25 cm), 두께 0.5 인치 (1.3 cm), 그리고 128 페이지 정도의 길이이다. 펄프 매거진은 해지고, 모서리가 정돈되지 않은 싸구려 종이에 인쇄되었다.
"펄프"라는 용어는 잡지가 인쇄될 때 쓰인 값싼 갱지에서 파생되었다. 더 좋은 종이에 인쇄된 잡지들은 "글로시(glossies)" 혹은 "슬릭(slicks)"이라고 하였다. 초반 10년 남짓한 기간에 경쟁품 슬릭이 권당 25센트일 때 펄프는 대부분 한권당 10센트 정도의 가격이 책정되었다. 펄프는 페니 드레드풀(en:penny dreadful), 다임 노블, 19세기 단편 소설 잡지에서 파생되었다. 비록 많은 존경받는 작가들이 펄프에 기고하였음에도 불구하고, 펄프 매거진은 착취 소설(en:exploitation fiction), 선정적인 커버 아트로 가장 많이 기억되었다. 현대 수퍼히어로(superhero) 코믹북(comic book)은 때때로 "히어로 펄프(hero pulps)"에서 유래하였다고 여겨진다. 왜냐하면 펄프 매거진은 자주 삽화가 들어간 소설 길이의 더 쉐도(en:The Shadow), 닥 세비지(en:Doc Savage), 더 팬텀 디텍티브(en:The Phantom Detective) 같은 영웅 캐릭터에 관한 이야기를 게재하였기 때문이다.

## 같이 보기
- B급 영화
- 다임 노블